# Jack Thompson

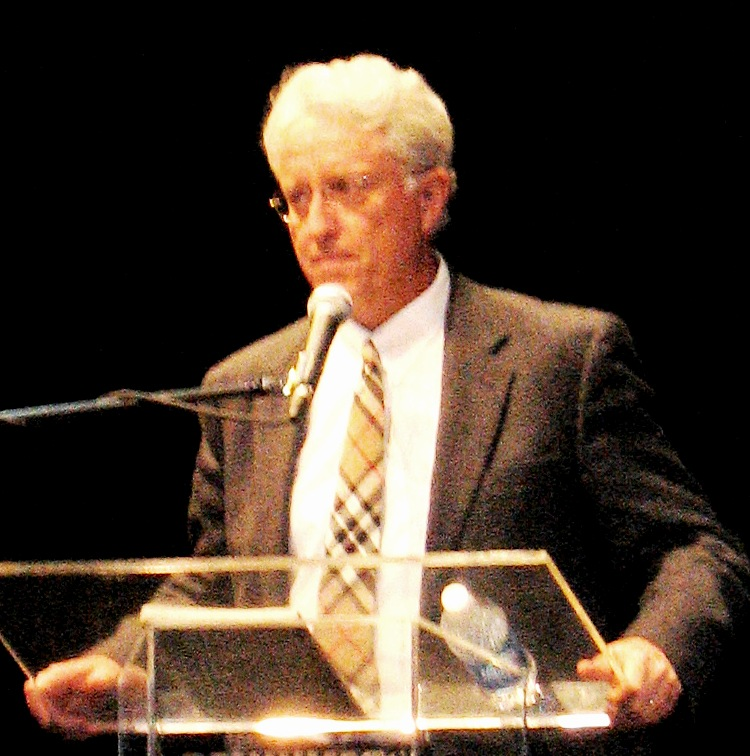
Jack Thompson em um debate na California University of Pennsylvania.

John Bruce "Jack" Thompson (25 de julho de 1951 - Cleveland, Ohio) é um ativista e ex-advogado americano. Thompson passou a ser conhecido por seus ativismos
anti-video games, particularmente os que contém violência e/ou conteúdo sexual.
Thompson nasceu em Cleveland, Ohio se formou na Universidade de Denison e depois ingressou na Universidade Vanderbilt onde conheceu sua esposa Patricia. Em 1976 mudou-se para a Flórida onde começou a carreira de advogado.

## Grand Theft Auto IV
Em 2007, ele, que já havia lançando diversas campanhas contra os jogos anteriores da série e contra o jogo Bully também da Rockstar Games, prometeu tomar providências para proibir a venda do jogo para menores.
Em março de 2007, a Take-Two Interactive abriu uma ação judicial contra o advogado, que estaria tentando impedir o lançamento do jogo.
Em 18 de setembro de 2007, o advogado apresentou um documento ao tribunal federal da Flórida, afirmando que estaria sendo retratado em uma missão no qual o protagonista deveria matar um advogado.
Jack Thompson afirmou que se as semelhanças não fossem retiradas ele tomaria as "devidas providências para impedir o lançamento do jogo."
Porém ele não obteve sucesso.